# Sviluppo/Per!
Sviluppo/Per! (in lettone: Attīstībai/Par!; lett.: Per lo Sviluppo/Per!) è un'alleanza politica lettone costituitasi nel 2018 attraverso l'aggregazione di tre partiti:
- Per lo Sviluppo della Lettonia (Latvijas attīstībai);
- Movimento Per! (Kustība Par!);
- Crescita (Izaugsme).

Si caratterizza come l'unica grande forza politica liberale del Paese e persegue "una Lettonia moderna e giusta all'interno di un'Europa unita" come suo obiettivo principale. I due partiti principali dell'alleanza (Per lo Sviluppo della Lettonia e Movimento Per!) sono entrambi membri dell'ALDE.
L'alleanza è guidata da due co-presidenti: Daniels Pavļuts (Movimento Per!), deputato al Saeima, e Juris Pūce (Per lo Sviluppo della Lettonia), ministro della protezione ambientale e dello sviluppo regionale.

## Storia
L'alleanza Sviluppo/Per! è stata fondata il 20 aprile 2018. Nelle elezioni parlamentari lettoni del 2018 si è piazzata al quarto posto con il 12,04% dei voti ed ha ottenuto 13 seggi.
Nel gennaio 2019 AP! è entrata a far parte della nuova coalizione di governo di centro-destra guidata da Arturs Krišjānis Kariņš, della quale fanno parte anche A Chi Appartiene lo Stato?, Nuovo Partito Conservatore, Nuova Unità e Alleanza Nazionale.
Nelle elezioni europee del 2019, l'alleanza ha ricevuto il 12,25% dei voti ed ha ottenuto uno degli otto seggi assegnati alla Lettonia, con l'elezione del politologo Ivars Ijabs. Al momento dell'elezione Ijabs non era membro di nessuno dei 3 partiti che componevano l'alleanza, tuttavia ha aderito insieme al Vice primo ministro e Ministro della difesa Artis Pabriks a "Sviluppo della Lettonia" nell'ottobre del 2019.
Nelle elezioni anticipate del Consiglio comunale di Riga del 2020, l'alleanza ha formato una lista comune con il partito socialdemocratico "I Progressisti", vincendo con il 26% dei voti ed ottenendo 18 seggi (7 dei quali assegnati ad AP!).

## Risultati elettorali
| Elezione          | Voti    | %     | Seggi    |
| ----------------- | ------- | ----- | -------- |
| Parlamentari 2018 | 101.124 | 12,04 | 13 / 100 |
| Europee 2019      | 58.763  | 12,25 | 1 / 8    |